# Burgstraße (Radebeul)
Die Burgstraße ist eine Innerortsstraße der sächsischen Stadt Radebeul, gelegen im Stadtteil Niederlößnitz. Die schmale, mittelalterliche Berggasse beginnt direkt am Fuß des Steilhangs der Lausitzer Verwerfung an der Oberen Bergstraße gleich östlich der Einmündung der Karlstraße, führt an der Bodelschwinghstraße vorbei und durchquert den Steilaufstieg in nordnordöstlicher Richtung serpentinenartig. Sie führt dabei als Fußweg westlich an der Friedensburg vorbei, von der sich der heutige Name ableitet, quert den Hangkantenweg Am Wasserturm und setzt sich auf der Hochebene von Oberkötzschenbroda als Obere Burgstraße fort. Dabei mündet die Finstere Gasse in sie hinein, während die Obere Burgstraße selbst an der Jägerhofstraße endet.

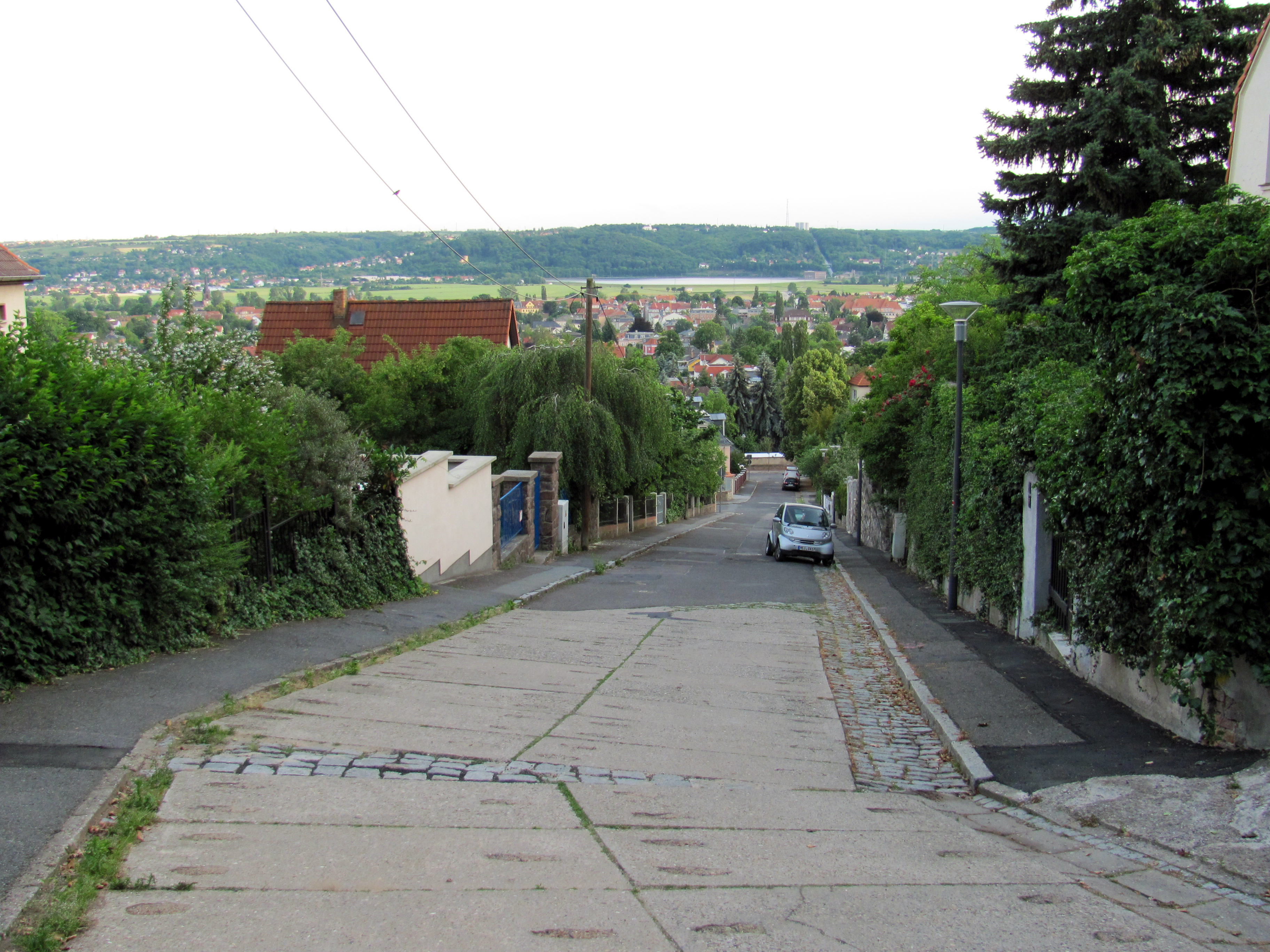
Burgstraße unterhalb der Villa Wartburg (beim Wasserreservoir), Blick bergab

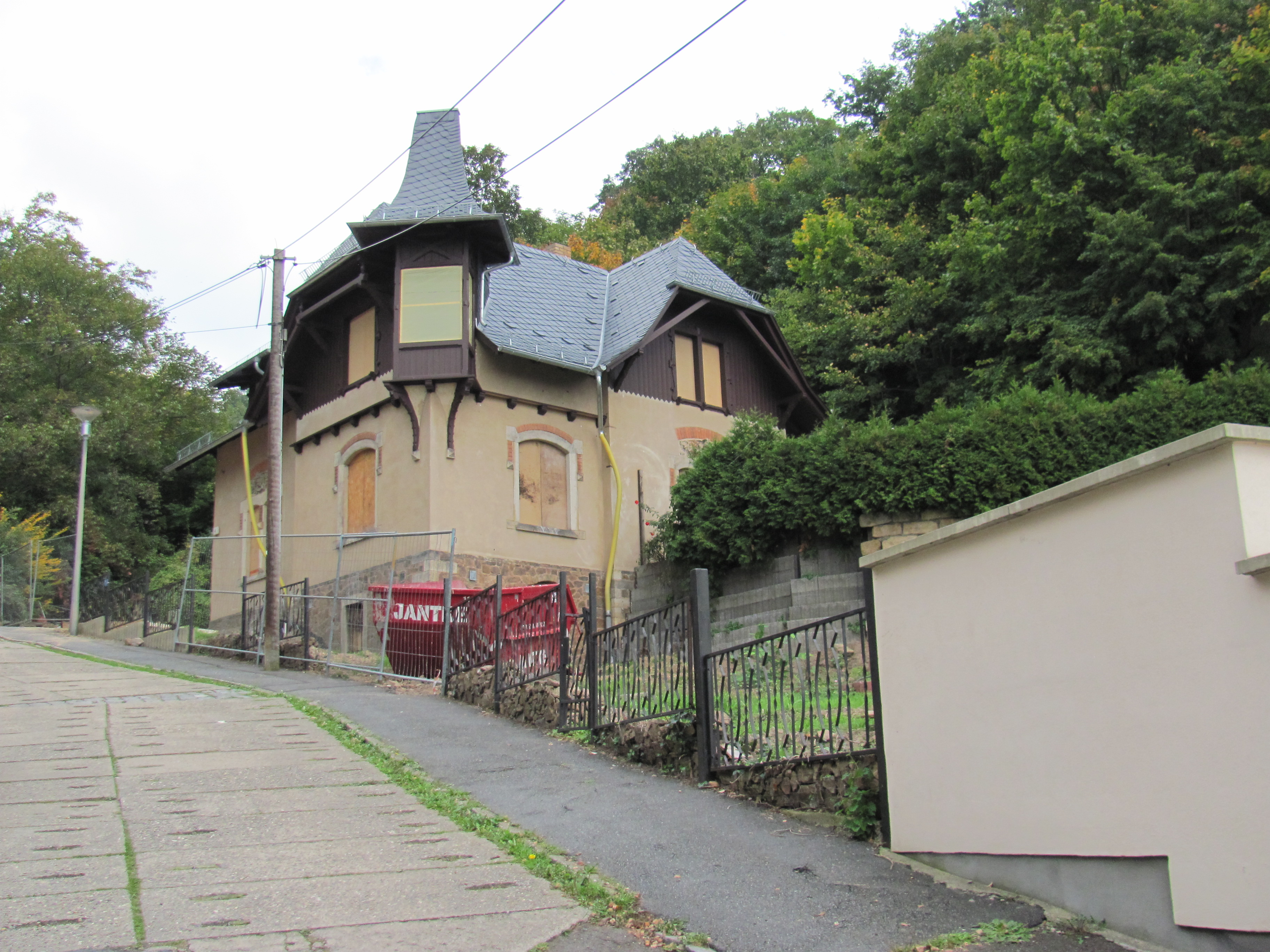
Der Blick bergauf auf die Villa Wartburg zeigt die Steilheit der Straße

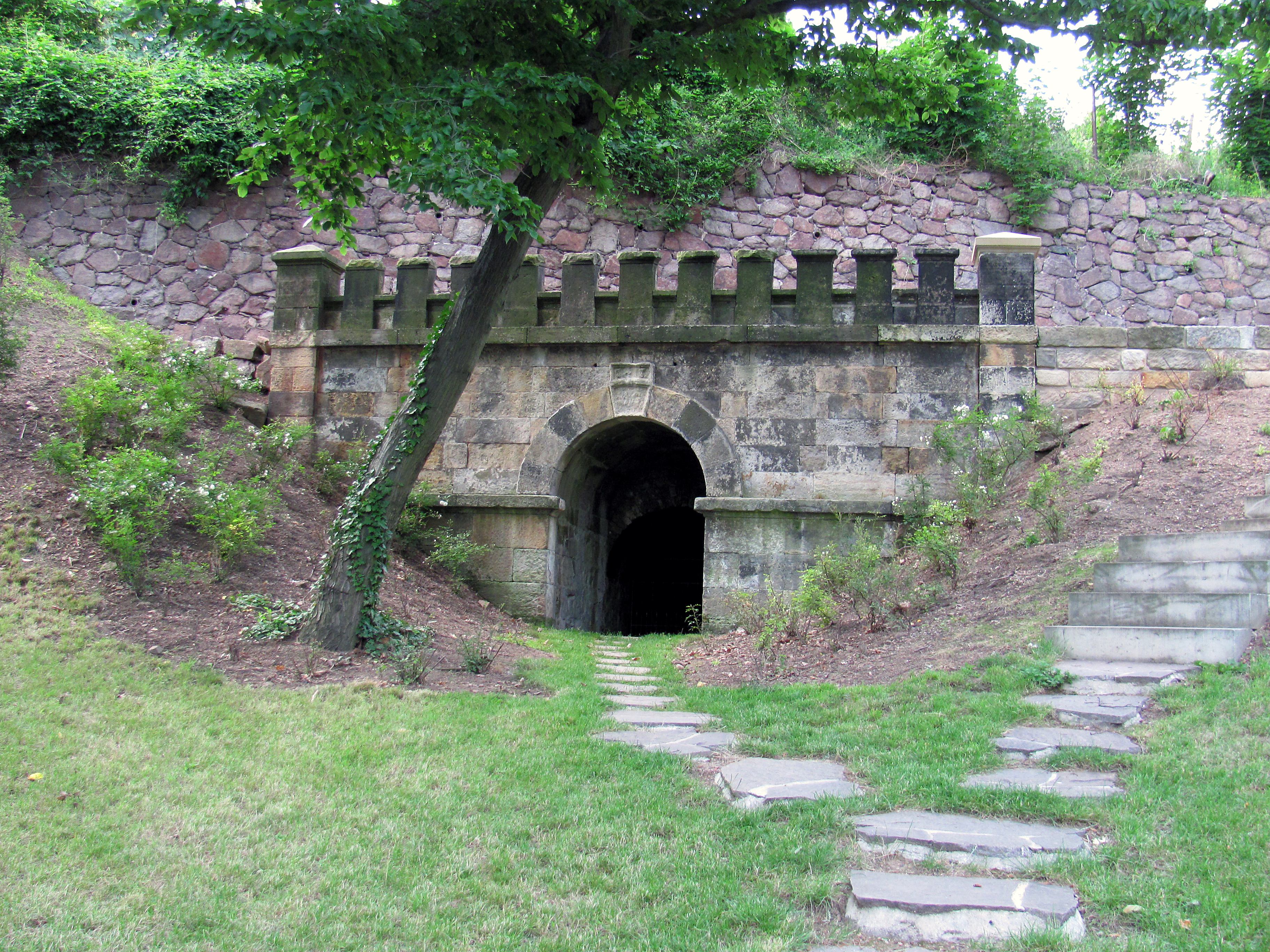
Gießmannscher Tunnel, Ausgangs-Mundloch auf halber Höhe

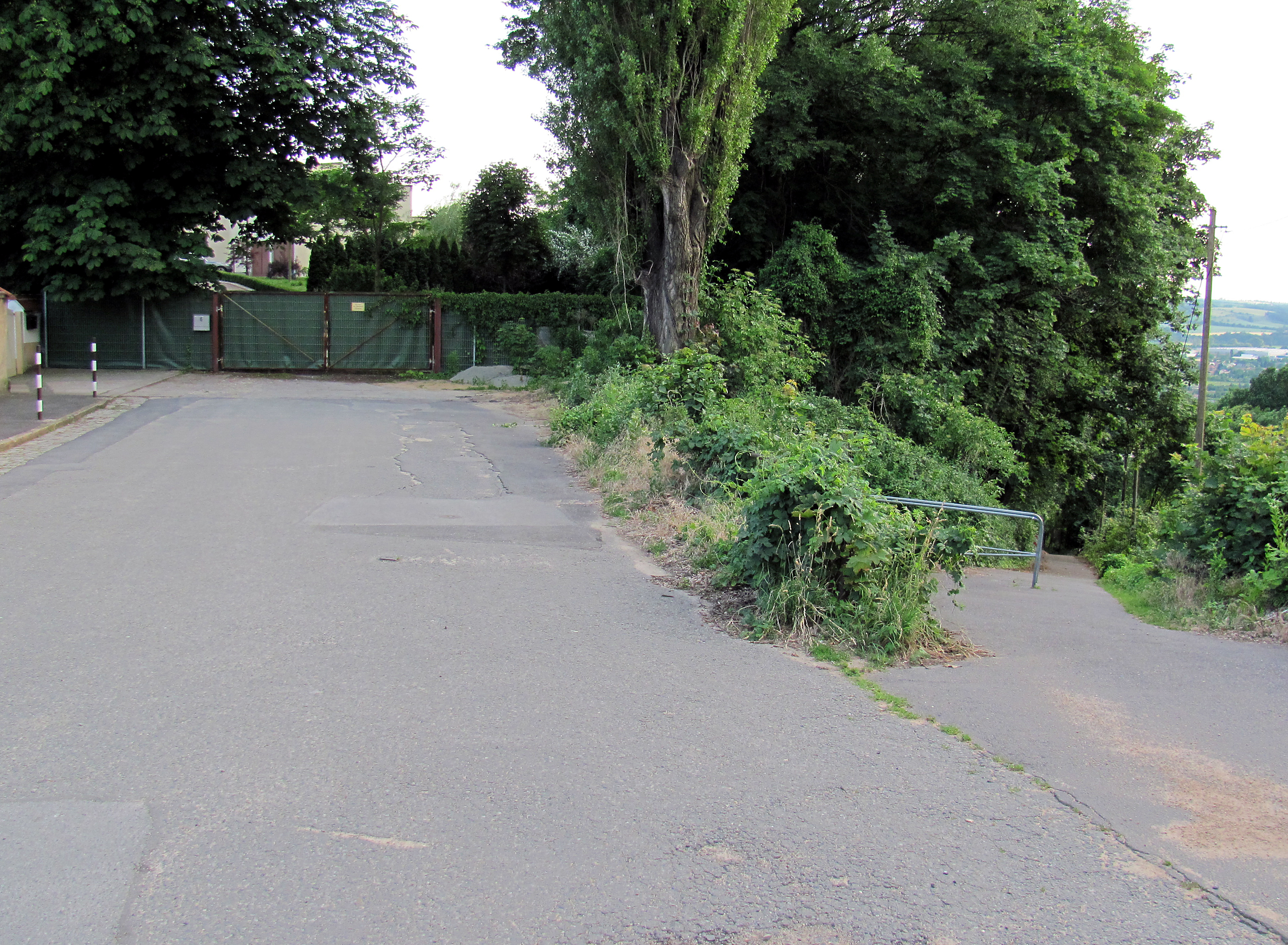
Obere Burgstraße vor der Friedensburg, rechts beginnt der steile Abstieg durch die Kerbe ins Elbtal

## Bebauung
Die unten am Berg als Sackgasse ausgeschilderte, steile Berggasse liegt in der sächsischen Weingroßlage Lößnitz innerhalb der Einzellage Radebeuler Steinrücken, im Landschaftsschutzgebiet Lößnitz sowie im Denkmalschutzgebiet Historische Weinberglandschaft Radebeul. Sie steigt von knapp 140 m auf etwa 208 m ü. NHN bei der Friedensburg, als Obere Burgstraße fällt sie dann bis zur Einmündung in die Jägerhofstraße wieder auf 188 m ü. NHN ab. Für die 68 m Aufstieg braucht die Burgstraße für Luftlinie 370 m eine Wegstrecke von 440 m.
Die Benummerung fängt im Tal an; die ungeraden Zahlen finden sich auf der linken Westseite, die geraden Zahlen gegenüber. Beim Wechsel zur Oberen Burgstraße laufen die Nummern weiter.
Einige Kulturdenkmale reihen sich entlang der Burgstraße und sind daher in der Liste der Kulturdenkmale in Radebeul-Niederlößnitz (A–L) bzw. -Niederlößnitz (M–Z) aufgeführt:
- Burgstraße: Badhotel Niederlößnitz (Nr. 2), Villa Wartburg (Nr. 4), Villa Vogelhaus (Nr. 5)
- Obere Burgstraße: Friedensburg (Nr. 6)[1]

Die Obere Burgstraße ist vom Oberland her befahrbar, während die Burgstraße von unten her nur bis zu etwa halber Höhe oberhalb der Villa Wartburg befahrbar ist, bis auf das Plateau vor dem ehemals denkmalgeschützten unteren Mundloch des Gießmannschen Tunnels, eines ehemaligen Bewässerungstunnels durch den Berghang hindurch vom Waldpark Radebeul-West aus. Dieser sollte einst das Badhotel mit Wasser versorgen.
Unterhalb der Villa Wartburg liegt einer der unterirdischen Wasserspeicher der Stadt Radebeul.
In der Denkmalinventarisation von Gurlitt 1904 sind aus der ersten Hälfte des 18. Jahrhunderts stammende Sandsteinfiguren auf dem Anwesen des so geschriebenen Bad-Hôtels (Burgstraße 2, Obere Bergstraße 62) dargestellt.

## Namensgebung
Die Kerbe ist ein steiles Kerbtal in den Lößnitzhängen, nach der die westlich davon gelegenen Weinberge auch den Namen Kerbenberge tragen. Gleichzeitig ist Kerbe der Name der Berggasse, der 1786 für den Weg auf das Hochland an dieser Stelle dokumentiert ist. Beim Kartografen Matthias Oeder wurde um 1600 auch die Bezeichnung Arschkerbe verwendet.
Für das Jahr 1874 ist die Verwendung Steinigtweg für die Berggasse selbst belegt, ein Name, den die heutige Karlstraße, die vom Unterland zum Bergaufstieg führt, bereits um 1600 trug. Während sich für die zuführende Karlstraße ab 1880 der Name Carlstraße nach einem seiner Anwohner einstellte, behielt die Berggasse den Namen Steinigtweg bis 1905, als sie amtlich auf den Namen Burgstraße nach dem anliegenden Bergrestaurant Friedensburg umgewidmet wurde.
Das Teilstück oberhalb der Hangkante erhielt 1934 einen Namenszusatz und wurde in Obere Burgstraße umgewidmet; beide Teile sind durch einen fußläufigen Steilanstieg verbunden.